# Hanna Gersmann

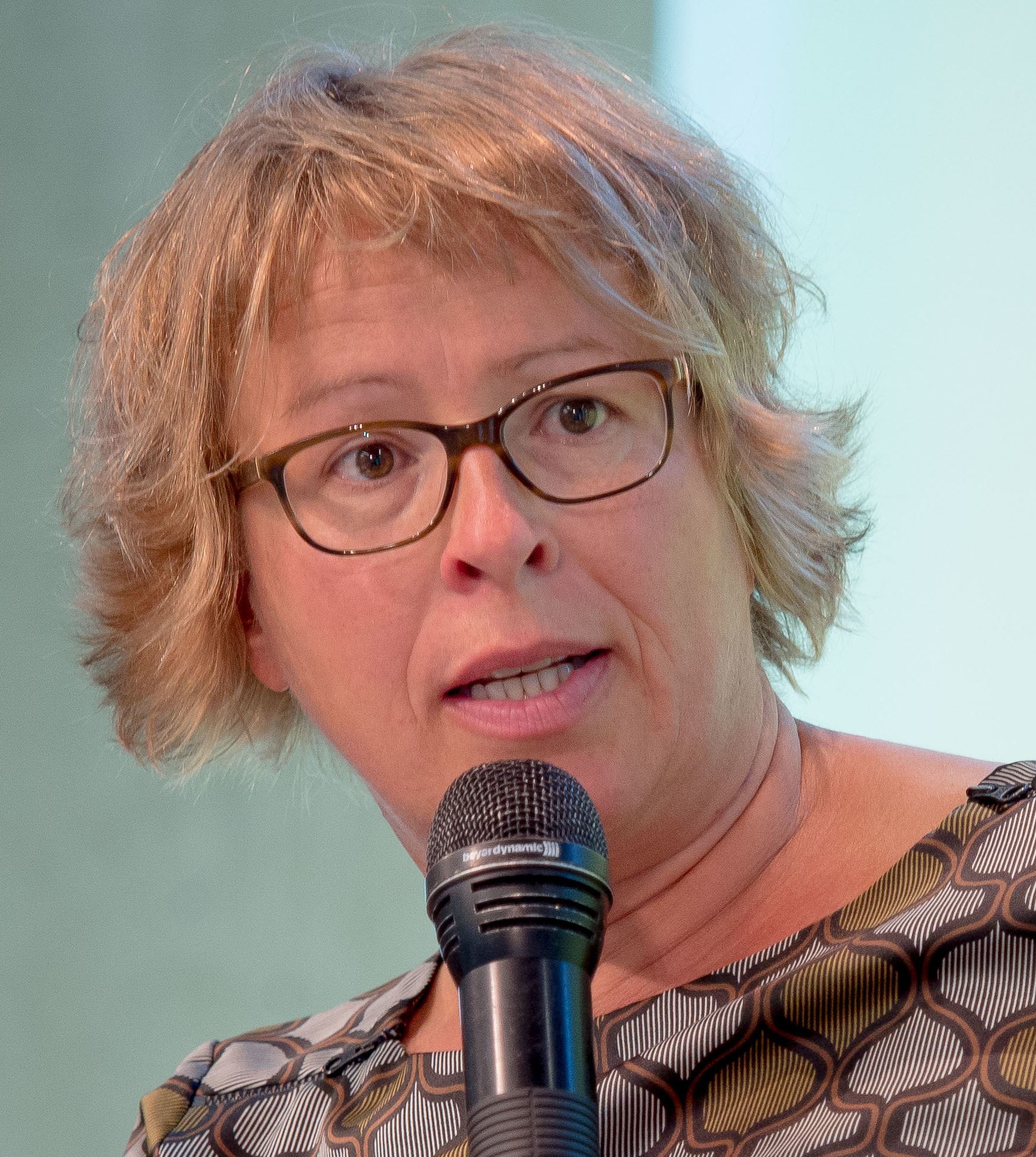
Hanna Gersmann, 2015

Hanna Gersmann ist eine deutsche Journalistin. Sie arbeitete von 2002 bis 2013 für die Tageszeitung taz, zuletzt als Ressortleiterin „Inland“ danach war sie Co-Chefredakteurin der Zeitschrift Zeo2/taz.FUTURZWEI.

## Werdegang
Ihre journalistische Karriere begann Hanna Gersmann 1989 als Korrekturleserin der Allgemeinen Zeitung in Windhoek, Namibia. Im selben Jahr begann sie mit dem Studium der Geografie in Marburg und Gießen. Während des Studiums hatte sie einen Forschungsaufenthalt im südlichen Afrika.
Ab 1996 war Gersmann für das Umweltbundesamt als Pressereferentin in Berlin tätig. Für das Bundesumweltministerium war sie 1998 in Bonn an der Vorbereitung der deutschen EU-Ratspräsidentschaft in Bonn beteiligt. Im gleichen Jahr war sie im Umweltbundesamt in Berlin Zuständige für das Europäische Umweltzeichen. 1999 arbeitete Gersmann im Europäischen Komitee für Normung (CEN) am Aufbau des Environmental Helpdesk in Berlin und Brüssel. Ab 2000 war Hanna Gersmann dann für den Springer-VDI-Verlag als Redakteurin des UmweltMagazins in Düsseldorf tätig.
2002 ging Gersmann zur taz, Die Tageszeitung. Sie übernahm vielfältige Funktionen, u. a. Redakteurin Wirtschaft und Umwelt (2002), Vizeleiterin Wirtschaft und Umwelt (2007), Parlamentskorrespondentin (2009). Von 2011 bis 2013 war sie Ressortleiterin Inland, und von 2013 bis 2018 gemeinsam mit Marcus Franken bzw. Peter Unfried Co-Chefredakteurin der Zeitschrift Zeo2/taz.FUTURZWEI.
Seit 2013 ist Hanna Gersmann im Pressebüro die korrespondenten mit Sitz im Haus der Bundespressekonferenz tätig.

## Journalistische Tätigkeit
Hanna Gersmann, die auf einem Bauernhof in Niedersachsen aufgewachsen ist, schreibt schwerpunktmäßig zu den Themen Umwelt und Landwirtschaft.
Insgesamt reicht ihr Themenspektrum von Atompolitik, Europäische Gemeinschaft, Infrastruktur, Klimaschutz, Landwirtschaft, Mobilität, Ökologie, Politik, Reisen, Verbraucherschutz bis Whistleblower.
Im Jahr 2004 berichtete Hanna Gersmann über Giftrückstände in Obst und Gemüse und 2009 machte sie Missstände eines Biogeflügelunternehmers publik.
Im Jahr 2007 veröffentlichte Gersmann in der taz-Artikel-Reihe Kreaturen, die die Welt nicht braucht mehrere Artikel zu diesem Thema, dass sie auch gegenwärtig noch behandelt.

## Stipendien
- 2011 Stipendiatin beim Guardian in London
- 2008 Stipendiatin bei der Helsingin Sanomat in Helsinki

## Publikationen
- Harald Neitzel (Leitung), Hanna Gersmann, ...( Mitarbeit): Handbuch umweltfreundliche Beschaffung. Empfehlungen zur Berücksichtigung des Umweltschutzes in der öffentlichen Verwaltung und im Einkauf. Verlag Franz Vahlen – Verlag C.H.Beck (Verlagsgruppe), München 1999, ISBN 978-3-8006-2437-9 (umweltbundesamt.de).
- Annette Jensen, Michael Fütterer, Heiner Köhnen, Ann-Kathrin Seidel, Hanna Gersmann, Andreas Behn: NEWSLETTER II/2013 NORD SÜD news. DGB Bildungswerk BUND, Düsseldorf 2013 (d-nb.info).
- Hanna Gersmann, Beate Willms: Ich geb' alles. menschenwürdige Arbeit durchsetzen – bei uns und weltweit! VENRO, Berlin 2013.